# Rafflesia hasseltii
Rafflesia hasseltii là một loài thực vật có hoa trong họ Rafflesiaceae. Loài này được Suringar miêu tả khoa học đầu tiên năm 1879.